# Histoire des Juifs à Wadowice
La présence de Juifs à Wadowice est très tardive et ne remonte qu'à 1867 quand est aboli le privilège de non tolerandis Judaeis interdisant aux Juifs de s'installer en ville. À partir de cette date, le nombre de Juifs en ville ne va cesser de grandir pour atteindre environ 1 500 personnes entre les deux guerres. Enfermée dans un ghetto après l'invasion de la Pologne par l'Allemagne nazie, toute la communauté, à quelques exceptions près, est assassinée pendant la Shoah.
Wadowice est une ville du Sud de la Pologne, à 50 km au sud-ouest de Cracovie, dans la voïvodie de Petite-Pologne. Elle compte actuellement environ 20 000 habitants. 
Appartenant initialement à la famille Piast, puis à différents souverains avant de devenir polonaise, Wadowice est annexée en 1772 par l'Autriche lors du premier partage de la Pologne. Elle reste autrichienne jusqu'en 1918 où elle est rattachée à l'État polonais nouvellement créé. 

## Histoire des Juifs et de la communauté juive de Wadowice

### Wadowice sans Juifs
Le début de la présence juive à Wadowice remonte à la fin du XIXe siècle. Plusieurs raisons expliquent une implantation si tardive : au Moyen Âge, la région n'appartient pas à la Pologne, mais fait partie du duché d'Auschwitz. Il est dirigé par la dynastie Piast  qui interdit aux Juifs de s'installer dans les territoires sous leur contrôle, à l'exception des villes d'Oświęcim (Auschwitz) et de Zator (Neuenstadt an der Schaue). De plus, la bourgeoisie de Wadowice possède le privilège de non tolerandis Judaeis (Interdiction aux Juifs de s'installer) qui lui a été octroyé par le roi de Pologne Auguste III à Varsovie le 6 novembre 1754 et confirmé par les souverains successifs. L'absence de Juifs à Wadowice est confirmée par le registre du Conseil des Quatre Pays pour la période 1580-1764, qui contient la liste de toutes les communautés juives. Le privilège de non tolerandis Judaeis est confirmé le 28 mai 1765 par un décret royal de Stanislas Auguste Poniatowski.
Après le premier partage de la Pologne, en 1772, Wadowice est annexée par l'Autriche. L'empereur François II confirme le privilège de non tolerandis Judaeis pour la ville, avec un rescrit du 28 mai 1793,,. L'interdiction va rester valide jusque dans les années 1860. Avant son abolition, les Juifs s'installent dans les villages environnants de Chocznia, Tomice, Radocza, et Klecza Górna ainsi que dans le domaine Mikołaj, dans la dénommée Groble appartenant à la famille Krobicki et situé en périphérie de Wadowice. Vers 1830, la première synagogue en bois y est construite. 

### De 1867 à laPremière Guerre mondiale
Les événements du Printemps des peuples en 1848 contribuent à l'attribution de droits politiques à la population juive d'Autriche. Cependant, ce n'est qu'après l'adoption de la loi fondamentale de 1867 que tous les citoyens autrichiens deviennent égaux avec les mêmes droits civiques et politiques quelle que soit leur religion. Aussitôt, les premiers Juifs s'installent à Wadowice. Le premier Juif à recevoir l'autorisation de vivre en ville est Baruch Thieberg, qui sera rapidement suivi par plusieurs autres.   
Les années 1867-1890 marquent une période de développement important de la ville, coïncidant avec l'arrivée notable de Juifs. Les premiers magasins et entrepôts juifs apparaissent en ville. Wadowice devient rapidement un centre commercial florissant, concurrent de Bielsko et même de Cracovie. Les foires locales, tout d'abord marginales en importance se transforment en évènements très populaires. Le négoce de farine et de grains joue un rôle très important. Les denrées sont achetées dans la partie la plus au nord du district, qui possède des terres très fertiles et sont vendues dans le sud pauvre, souvent à crédit, plus particulièrement durant les périodes maigres. Les Juifs jouent aussi un rôle important dans l'industrie à Wadowice et dans les environs. Ils possèdent une scierie et un moulin, des usines produisant des liqueurs, du papier, des tapis, du ciment et de l'habillement. Ils emploient des ouvriers polonais. Ils contribuent au développement de l'industrie artisanale, comme le tressage de paniers, avec l'osier des rives de la rivière Skawa, coupé à grande échelle. Avec le développement des institutions commerciales polonaises dans la période de l'entre-deux-guerres, les slogans antisémites et les appels à contrecarrer la compétition juive deviennent de plus en plus populaires. Auparavant, d'après la communauté juive, la compétition entre les religions n'était pas si visible.
En 1876, la population juive locale, du district de Wadowice, dépend certainement sur le plan religieux de la communauté juive de Zator, ville distante d'à peine 15 kilomètres, bien que certains chercheurs suggèrent qu'elle devait dépendre de celle de Zabłocie près de Żywiec, distante d'une quarantaine de kilomètres. D'après le recensement de 1880, le nombre de Juifs vivant en ville est de 440. En 1881, profitant des lois autrichiennes obligeant les communautés à s'enregistrer, les Juifs de Wadowice se séparent de la communauté de Zator et fondent leur propre communauté indépendante. 
Au début, presque tous les membres de la communauté juive sont des Juifs allemands progressistes, parlant principalement l'allemand et non le yiddish ou le polonais. Ils s'habillent de façon identique à leurs concitoyens chrétiens. Peu intéressés par la littérature yiddish ou hébraïque, ils lisent exclusivement des journaux et des livres en allemand. Les enfants reçoivent des prénoms allemands et les inscriptions sur les pierres tombales sont en allemand. L'influence des Juifs allemands va rester forte par la suite. Ils entretiennent des relations étroites avec la communauté juive de Bielsko, ville distante d'environ 35 kilomètres, aussi dominée par les Juifs assimilés parlant allemand. Cependant, la communauté juive de Wadowice va perdre progressivement son caractère exclusivement allemand en raison de l'afflux de Juifs originaires de villages et de villes de la Galicie voisine, qui parlent le polonais ou le yiddish quotidiennement. Parmi eux, on trouve de nombreux Hassidim qui portent des vêtements traditionnels jusqu'à présent absents de la ville. La communauté juive de Wadowice se transforme et devient diverse. Une expression yiddish dit que la ville est un zusamengelofene shtet, une ville où tout le monde s'est réfugié.  
La communauté juive de Wadowice a aussi sous sa juridiction les Juifs habitant les villes et villages suivants : Babice, Bachowice, Barwałd Dolny, Klecza Górna, Barwałd Środkowy, Chocznia, Dąbrówka, Gorzeń Dolny et Gorzeń Górny, Jaroszowice, Jaszczurowa, Kaczyna, Klecza Dolna et Klecza Środkowa, Kozieniec, Łękawica, Marcówka, Mucharz, Ponikiew, Radocza, Roków, Skawce, Śleszowice, Świnna Poręba, Tarnawa Dolna, Tomice, Witanowice, Zawadka, et Zembrzyce. Quand les limites de districts ont été modifiées en 1876 et en 1904, certains de ces villages et villes ont changé leur affiliation administrative.  
Avant l'engagement d'un rabbin à Wadowice sous un statut spécial, la fonction était exercée par Zvi Elimelech Greisman, surnommé le more tzedek, l'enseignant honnête. Mordechai Rotenberg est le premier rabbin officiel de la ville, élu suivant des règles contraignantes. Abraham Müller, son fils Ofer et son gendre Tobias Einhorn, en plus de leur poste de hazzan (chantre) sont aussi responsables de l'abattage rituel (shehita).     
Les revenus de la communauté proviennent entre autres de la vente des matzot (pains azymes). C'est la raison pour laquelle il est interdit d'importer des matzot d'une autre ville ou de les cuire sans supervision rabbinique. La communauté délègue la cuisson des matzot à des particuliers, leur fournissant une pièce près du Beth Midrash (maison d'étude), les ustensiles et la farine. Le prix de vente dépend des revenus de chacun, les pauvres recevant gratuitement les matzot. Pendant longtemps Hirsz Lauber a été le boulanger. Les hassidim ont le droit de cuire leurs matzot sans supervision communautaire. Le dernier soir avant Pessa'h, la salle de cuisson leur est réservée. 

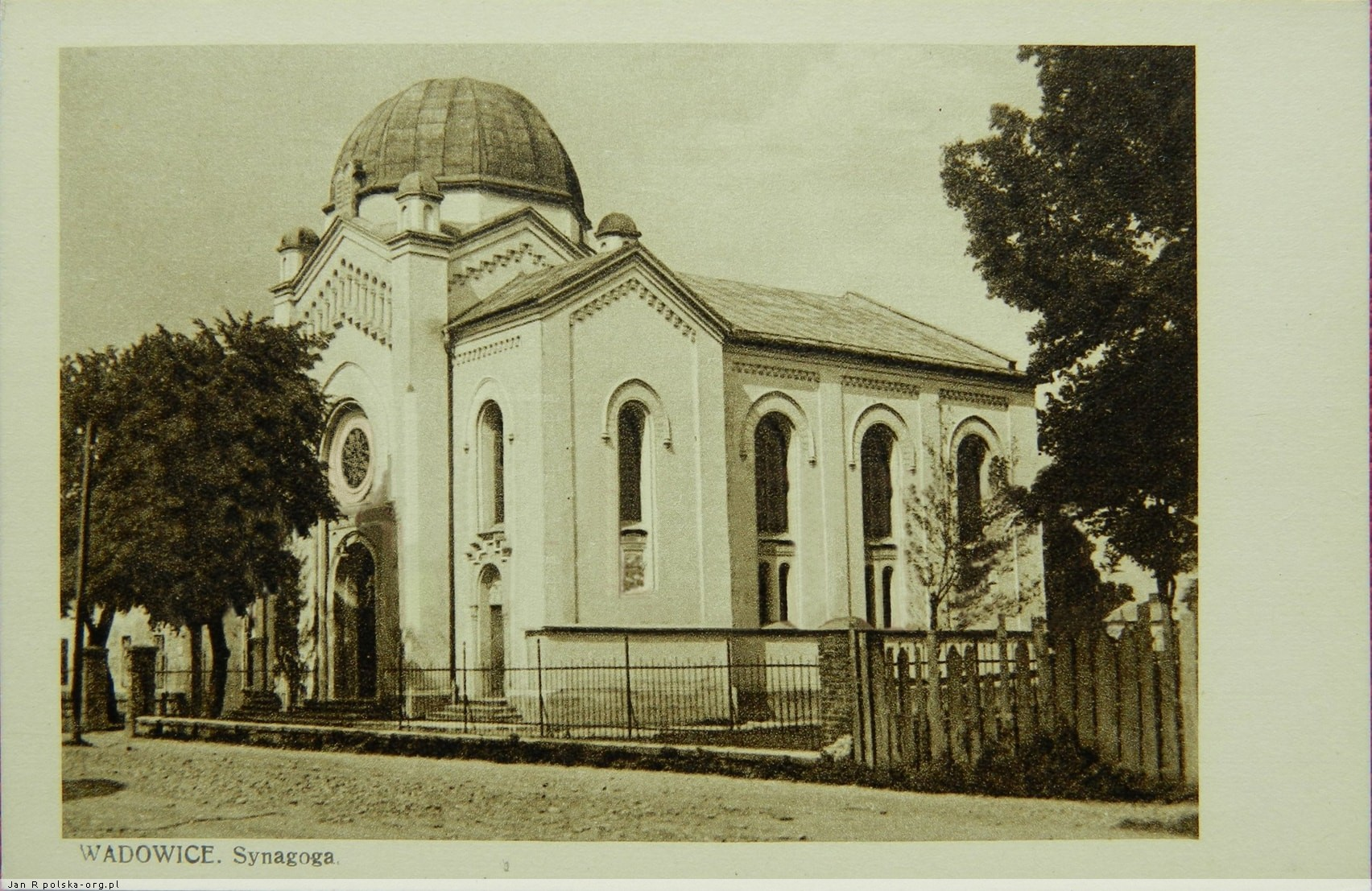
Synagogue de Wadowice dans les années 1920-1930

En 1882, la communauté achète plusieurs terrains. Ils créent tout d'abord un cimetière juif avec une maison funéraire, et dans les années 1885-1889, ils construisent une synagogue située dans la rue Gimnazjalna actuelle. L'argent recueilli auprès des fidèles, à l'époque environ 75 familles, s'avère insuffisant pour financer la construction, et la communauté obtient un prêt de banques de Bielsko-Biała, remboursable en 1918. La synagogue est construite selon les plans de l'architecte Carl Korn qui avait déjà conçu la synagogue réformée de Bielsko.
Au début de l'existence de la communauté, le mikvé (bain rituel) situé rue Zatorska  est privé et appartient à Isaac Marek. Après la construction de deux maisons de prière et du cimetière, la communauté nouvellement constituée décide pour des raisons financières de laisser le mikvé dans des mains privées, mais sous contrôle rabbinique. Après la Première Guerre mondiale, le mikvé est vendu à un Polonais qui refuse le contrôle rabbinique, fait payer l'entrée et limite les heures d'ouverture, au grand désarroi des Juifs qui protestent mais en vain. Il faudra attendre l'élection de Chilel Balamuth à la présidence de la communauté pour que celle-ci fasse un emprunt et construise un nouveau bain près de la synagogue. 
Comme il n'y a pas d'école juive à Wadowice, les enfants suivent les cours de l'école publique. Lors de l'année scolaire 1888-1889, 16 des 253 élèves de l'école secondaire de garçons sont juifs. Pour l'année 1893-1894, il y a 86 enfants juifs sur un total de 400 élèves et en 1906-1907 ils sont 55 sur 333. Au début du XXe siècle, 25 % des élèves de l'école des filles sont juives. En 1900, des cours de judaïsme sont introduits dans le cursus des écoles publiques de Wadowice pour les élèves juifs. Le Dr. Chaim Reiter enseigne dans l'ensemble des établissements scolaires de garçons de la ville de 1906 à 1939, tandis que le Dr. Ozjasz Frost enseigne dans les écoles de filles. Selon la loi en vigueur à l'époque, les élèves juifs sont dispensés de cours le chabbat et pendant les fêtes juives.  
La communauté juive fonde deux associations en 1873 et 1875, dont le but est de fournir des bourses aux élèves de l'école secondaire de Wadowice, indépendamment de leur religion.  
À partir de 1900, deux heders (classes élémentaires juives) sont créés; dans les années 1910-1914, le poste de melamed (enseignant) est tenu par Redner. Après sa mort, le poste va rester vacant pendant plusieurs années. Il y a aussi deux yechivot dans la ville : la première Etz Chaim appartient aux hassidim de Bobov et est une branche de la yechiva de Bobowa ; la seconde yechiva, Keter Torah a été fondée par le rabbin de Radom Henoch Shlomo Rabinowicz.
L'influence des hassidim se fait ressentir même au sein des instances dirigeantes de la communauté. Mordechai Rotenberg, le premier rabbin de Wadowice est germanophone et accepté par tous les cercles de la communauté. En 1912, il quitte Wadowice pour prendre un poste à Anvers. Le choix de son remplaçant conduit à une guerre larvée entre les Juifs réformés et les hassidim. Parmi les candidats ayant répondu à l'annonce, cinq sont convoqués, deux de tendance réformée et trois d'orientation orthodoxe. Il leur est demandé de prononcer un sermon le samedi suivant à la synagogue. Après un long débat entre les différents membres du conseil de la communauté, le choix se fera sur le rabbin hassidique Rabbi Asher-Anshel Yitzchak Seltenreich.

### L'entre-deux-guerres
Pendant la Première Guerre mondiale, de nombreux jeunes Juifs servent dans le 56e régiment d'infanterie de l'armée autrichienne. La communauté juive de Wadowice va s'occuper pendant la guerre des prisonniers de guerre juifs de l'armée russe, internés au camp de prisonniers de Wadowice et leur fournir des repas chabbatiques. 
Après la guerre, Wadowice est incorporé à l'État polonais nouvellement crée. Les Juifs vont prendre part aux batailles menées pour la définition des nouvelles frontières. Seweryn Jeschiwe qui combat dans 12e régiment d'infanterie de la Région de Wadowice est tué au combat près de Lvov. Il recevra à titre posthume la Croix de Virtuti Militari et la Croix de la Valeur. 
Les débuts des mouvements sionistes à Wadowice datent de la période de la Première Guerre mondiale. De nombreux soldats juifs supportant le sionisme servent dans le 20e régiment de la Landwehr de Stanisławów, en garnison dans la ville. Le mouvement socialiste de scoutisme Hachomer Hatzaïr est fondé à leur initiative. Il compte 120 membres en 1920. Pour les adultes, l'Organisation des sionistes généraux dont le siège se trouve rue Tatrzańska agit principalement dans le domaine culturel, organisant des cours d'hébreu et d'histoire du peuple juif. Le mouvement Mizrachi, qui s'implante à Wadowice en 1927 rassemble les sionistes religieux. Le mouvement HeHalutz prépare ses membres à l'alya, l'émigration vers la Terre d'Israël. Le groupe fusionnera avec l'Hashomer Hatzair. Le groupe nationaliste Betar donne à ses membres une préparation militaire dans le but de former la future armée juive en Palestine.
Le groupe sioniste le plus important est celui des femmes de la WIZO, avec plus de 150 membres, et qui en plus de ses activités culturelles et éducatives, aide les jeunes filles juives à trouver des activités lucratives comme la broderie.    
En 1921, 1 437 Juifs vivent à Wadowice, représentant 20,9 % de la population totale de la ville. Sur les 500 familles juives, 270 vivent du commerce et 60 de l'artisanat. En 1925, Bencyjon Ber et Kalman Proper fondent la Banque populaire, initialement située rue Kościuszki et plus tard rue du 3 mai. Avec le temps, la banque devient une importante institution financière dont les clients sont non seulement les Juifs de Wadowice et de sa région mais aussi beaucoup de Polonais. 
L'Association des commerçants défend les intérêts de ce large groupe social. L'Association des vétérans de guerre prend en charge les vétérans juifs de la Première Guerre mondiale et fait campagne pour une attribution équitable de concessions d'invalidité pour la vente de tabac et d'alcool. 
La plus importante association philanthropique de la ville est l'Association des femmes, qui fournit de l'aide aux pauvres de la ville. Les malades avec de faibles ressource sont pris en charge par l'Association Bikur Cholim qui paie pour leur traitement et leurs médicaments. Jusqu'en 1916, il n'y a pas de médecin juif à Wadowice, et les patients juifs doivent soit aller chez un médecin chrétien soit se rendre à Cracovie. L'Association Talmud Torah couvre les frais d'éducation religieuse des étudiants pauvres. 
Les institutions culturelles de la communauté juive sont : la Maison du peuple juif fondée en 1926, le Club de l'intelligentsia juive établi en 1936 et la bibliothèque juive fondée à l'initiative des sionistes.
Deux organisations sportives juives sont actives à Wadowice pendant la période entre les deux guerres. Dans les années 1922-1926, le club de football Hakoach, qui joue des matchs de championnat et amicaux avec d'autres clubs de Wadowice et des environs. Le club se dissout quand une grande partie de ses membres émigrent en Palestine. Pour les filles, des cours d'éducation physique sont organisés dans l'hôtel Hasa par des instructeurs de Bielsko. 
La communauté juive est sérieusement affectée par la crise économique des années 1929-1931. Douze commerces et ateliers sont fermés et de nombreux autres sont au bord de la faillite. 
Dans les années 1932-1939, des incidents antisémites ont lieu dans l'école publique Wadowita : des élèves juifs sont battus et rendus responsables des bagarres antisémites. 
En 1934, l'Association sportive Maccabi est créée. En plus de son équipe de football, l'association a aussi des sections de gymnastique, de danse eurythmique, d'athlétisme, de ski, de tennis, de pingpong, de volleyball et de basketball. Étant apolitique, l'association devient très vite populaire parmi les Juifs de toute opinion. 
En 1938, une école religieuse pour fille, Beit Yaakov, s'ouvre sur initiative privée. Son but est d'enseigner l'histoire et la culture juive. Les élèves vont jouer des pièces en yiddish. L'école est située dans l'hôtel Hasa rue Sienkiewicza. L'école possède aussi une crèche pour les petites filles des familles religieuses. Une autre crèche ouvre à la même époque pour tous les enfants au 3 rue de mai.

### LaSeconde Guerre mondialeet la fin de la communauté juive
Dès le déclenchement de la Seconde Guerre mondiale, les biens des Juifs sont pillés à grande échelle. Quand la Wehrmacht entre dans la ville le 4 septembre 1939, les Allemands exigent l'ouverture de tous les commerces juifs, qui sont alors mis sous l'administration du treuhaender, un soi-disant administrateur. En octobre 1939, les Allemands mettent le feu à la synagogue de Wadowice et à l'été 1940, les ruines sont rasées. 
La situation des Juifs se dégrade graduellement. Comme dans les autres villes, un Judenrat est nommé pour s'occuper de l'organisation de la communauté et en référer aux Allemands. Le premier commissaire est Baruch Majerczyk qui n'est pas membre de la communauté juive de Wadowice. Le Judenrat comprend les commerçants Rubin Scharfer et Bernard Wolf, le secrétaire d'avant-guerre de la communauté, Eliasz Fiszgrund et l'ancien caissier de la Banque populaire, Kalman Proper. Initialement le président du Judenrat est Rubin Scharfer, le président avant-guerre de la communauté, mais se sentant incapable d'affronter ses responsabilités, il démissionne et est remplacé par Bernard Wolf. 
La plupart des Juifs de Wadowice sont employés à des travaux forcés pour réguler la rivière Skawa à Skawce, Radocza et Sucha, et la rivière Wieprzówka à Andrychów. Ils sont transportés sur leur site de travail par train et reçoivent une petite rémunération. Dans les années 1940-1941, les jeunes sont envoyés en camps de travail. Avant la création du ghetto de Wadowice, les Juifs de Kęty, Sucha, Zator et des villages alentour sont transférés dans la ville.
La première déportation de masse se déroule le 2 juillet 1942. Les Juifs sont réunis sur une place et divisés en trois groupes : les personnes aptes au travail qui sont envoyées travailler en usine ou dans les champs; les personnes âgées, les invalides, les malades et les enfants qui sont transférés au camp d'extermination de Belzec; et enfin les personnes ayant certaines professions spécifiques qui sont envoyées au camp de transit de Sosnowiec.
Les juifs qui restent à Wadowice sont enfermés dans le ghetto, qui se compose des rues suivantes : Mydlarska, Kręta, Piaskowa, et le côté gauche de la rue Zatorska. L'ensemble est entouré d'un mur surmonté de fil de fer barbelé. Comme la zone est beaucoup trop petite pour le nombre de personnes enfermées, il est établi des permutations : quand la moitié de la population est au travail, l'autre moitié en profite pour dormir. 
Le 10 mai 1943, après dix mois de calme relatif, 100 femmes sont envoyées travailler en Allemagne. Presque toutes survivront. Le 10 aout 1943, jour de Tisha Beav, le ghetto est liquidé et ses habitants transportés au camp de concentration d'Auschwitz-Birkenau. C'est l'un des derniers ghettos de Pologne à être liquidé. 
Après la guerre, les quelques Juifs survivants retournent à Wadowice. Ils découvrent rapidement qu'ils ne seront pas capables d'y reconstruire leur vie, car leur maison et commerce ont été saisis par les Polonais. Les premiers qui arrivent sont dirigés vers l'hôtel Hasa, mais vont très vite décider de quitter pour toujours Wadowice. Un seul survivant, Adolf Ebel, essaie de poursuivre son ancienne vie et rouvre son ancien restaurant, mais en 1949, il décide d'émigrer. Seul un Juif, Jakub Szancer restera à Wadowice.